# Марк Симплициний Гениал
Марк Симплициний Гениал (лат. Marcus Simplicinius Genialis) — римский военный и политический деятель середины III века.
Гениал происходил из всаднического рода, возможно, из Нижней Германии. В 260 году он занимал должность презида провинции Реция. В этом году 24/25 апреля неподалеку от города Августа Винделиков (лат. Augusta Vindelicum) Гениал одержал победу над войском германского племени семнонов, вторгшимся на территорию вверенной ему провинции. В сентябре того же города он возвёл в честь этого события алтарь, сохранившийся до наших дней. Поскольку Гениал служил Галльской империи, отколовшейся от Римской империи, то после уничтожения этого государства и реставрации римской власти, его имя было стерто с алтаря.